# بوربوري (باد كاليه)
بوربوري، باد كاليه (بالفرنسية: Burbure)‏ هي بلدية تقع في إقليم باد كاليه من منطقة نور با دو كاليه في شمال فرنسا. تبلغ مساحة هذه المدينة 5.53 (كم²)، وترتفع عن سطح البحر 51 م، يبلغ عدد سكانها 2957 نسمة حسب إحصاء المعهد الوطني للإحصاء والدراسات الاقتصادية سنة 2009 م. وترأس René Hocq البلدية خلال فترة (2008-2014).